# Liste d'auteurs et autrices écoféministes
Cet article fournit une liste d'autrices et auteurs écoféministes, non exhaustive, classée par ordre alphabétique.

## Science et action
- Carol J. Adams
- Rosalie Bertell
- Elizabeth Carlassare
- Julie Cook
- Carol P. Christ
- Chris Cuomo
- Mary Daly
- Françoise d'Eaubonne
- Barbara Ehrenreich
- Clarissa Pinkola Estés
- Alice Fulton
- Greta Gaard
- Gloria Giner
- Chellis Glendinning
- Mary Grey
- Susan Griffin
- Donna Haraway
- Marlen Haushofer
- Allison Hedge Coke
- Yayo Herrero
- Stephanie Kaza
- Petra Kelly
- Anna Kingsford
- Winona LaDuke
- Joanna Macy (1929-)
- Freya Mathews (1949-)
- Wangari Muta Maathai (1940-2011)
- Maria Mies (1931-2023)
- Carolyn Merchant (1936-)
- Judith Plaskow (1947-)
- Val Plumwood (1939-2008)
- Amparo Poch y Gascón (1902-1968)
- Arundhati Roy (1961-)
- Rosemary Radford Ruether (1936-2022)
- Ariel Salleh (sd)
- Carol Lee Sanchez (1934-2014)
- Leonor Serrano Pablo (1890-1942)
- Vandana Shiva (1952-)
- Charlene Spretnak (1946-)
- Starhawk (1951-)
- Merlin Stone (1931-2011)
- Sheri S. Tepper (1929-2016)
- Anne Waldman (1945-)
- Alice Walker (1944-)
- Barbara Walker (1930-)
- Marilyn Waring (1952-)
- Karen J. Warren (1947-)
- Monique Wittig (1935-2003)
- Benedikte Zitouni (sd)

## Littérature et poésie
- Margaret Atwood (1939-)
- Jean M. Auel (1936-)
- Marion Zimmer Bradley (1930-1999)
- Octavia E. Butler (1947-2006)
- Christina Dalcher
- Anne-Sophie Devriese, Les Biotanistes (2023)
- Annie Dillard (1945-)
- Charlotte Perkins Gilman (1860-1935)
- Sue Monk Kidd (1948-)
- Barbara Kingsolver (1955-)
- Ursula K. Le Guin (1929-2018)
- Toni Morrison (1931-2019)
- Mary Oliver (1935-2019)
- Alice Walker (1944-)
- Marlene Zuk (1956-)